# 沙頭角管制站
沙頭角管制站（英語：Sha Tau Kok Border Control Point）是位于香港新界北區沙头角的出入境管制站，与沙头角口岸相距200米，面積4.2公頃。此管制站旅客流量偏低。
由於管制站屬香港邊境禁區範圍，旅客到達後不能逗留，需盡快前往目的地。
2020年1月28日，政府鑑於2019冠状病毒病疫情疫情擴散，宣佈包括此口岸在內的多個跨境口岸，將於同月30日凌晨零時起暫停客運服務。2023年2月6日，恢復貨運服務。

## 歷史
1983年12月6日，沙頭角管制站工程開工，率先興建沙頭角河橋，該橋為鋼筋混凝土橋樑，長24米、寬21米。1985年3月1日，沙頭角管制站啟用，由港府政治顧問布義德和深圳市副市長甄錫培共同主持啟用和剪綵儀式。
2024年，保安局計劃重建頭角管制站，可行性研究預計在2025年完成，屆時將取消貨運通道，以及實施「合作查驗，一次放行」模式。7月，重建規劃獲得國務院批復，重建後的沙頭角管制站通關人次將可由現時的1500人次大幅提升至每日4萬人次。

## 交通
- 非專利巴士，沙巴特快、永东巴士沙頭角快線：港鐵九龍塘站至沙頭角口岸（經粉嶺，擔水坑村）[10]。

價格：
- 九龍塘／油麻地／葵芳／沙田往返沙頭角口岸：$45
- 粉嶺／上水往返沙頭角口岸：$30
- 担水坑村往沙頭角口岸：$10（持「R」或「V」禁區紙）／$27（其他乘客）
- 担水坑村往返沙頭角口岸來回程套票：$30（持「R」或「V」禁區紙）／$45（其他乘客）

此線大小同價，所有乘客須在售票處購票，持票乘車。（注意：每年價格都有變化）
- 香港中旅沙巴特快：九龍塘沙福道经粉嶺，担水坑村至沙頭角口岸